# Église Notre-Dame-de-l'Assomption de Labastide-d'Armagnac
Pour les articles homonymes, voir Notre-Dame-de-l'Assomption.
L'église Notre-Dame de l'Assomption est un lieu de culte catholique situé sur la commune de Labastide-d'Armagnac, dans le département français des Landes. Son autel fait l'objet d’une inscription au titre des monuments historiques depuis le 23 septembre 1970.

## Présentation
La paroisse, d'abord vouée à Saint Jean-Baptiste, est dédiée en 1638 à Notre-Dame de l'Assomption à la suite du vœu de Louis XIII. Tout comme la Place Royale, l'édifice et certains éléments du mobilier sont inscrits à l'inventaire supplémentaire des monuments historiques.
L'église héberge accessoirement des évènements culturels (concerts ou autres manifestations similaires) grâce à une acoustique d'excellente qualité.

### Éléments extérieurs
A l'angle sud-est de la Place Royale, la ligne des arcades qui entourent la place est brusquement interrompue par l'imposante tour de l'église fondée à l'époque médiévale, entre les XIVe et XVe siècles. Comme dans la plupart des bastides de la région, cette église se réduisait à l'origine à une simple salle rectangulaire. Elle se distingue toujours par son ampleur et la qualité de sa construction. La bâtisse a connu des modifications importantes au fil du temps.
A l'extérieur, son chevet plat, d'une largeur de seize mètres environ, est bâti en pierre de moyen appareil. Il est épaulé aux angles par deux puissants contreforts. Au centre, un troisième contrefort renforçait le mur percé de trois fenêtres. Des contreforts, en partie dissimulés par des constructions parasites, rythmaient également les murs latéraux, dont les fenêtres actuelles ont été percées en 1820. Deux autres puissants contreforts épaulaient la façade nord, dans laquelle un grand portail gothique aux chapiteaux ornés donnait accès à l'église.
Entre les contreforts de la nef se trouvent quatre chapelles latérales anciennement dédiées à Saint Jean-Baptiste, Saint Eutrope, Saint Joseph et Saint Martin. Près de l'entrée, à gauche, ont été aménagés les fonts baptismaux.
Le clocher-porche a été construit au début du XVe siècle contre cette façade. L'étage inférieur forme un porche entouré d'une banquette en pierre abritant le portail. Cette tour ne comportait primitivement que d'étroites meurtrières et peut-être une porte fortifiée. Au XVIe siècle, le toit est haussé et les deux premières travées à partir du chœur sont voûtées. Il a fallu attendre 1880 pour que le voûtement actuel soit achevé.

### Eléments intérieurs
Le mur du chevet est décoré d'une peinture d'architecture en trompe-l'œil en camaïeu réalisée par le peintre Seroni en 1831. C'est une peinture en pigments naturels fixée à la colle. Le camaïeu de couleurs est réalisé à partir de terre de Sienne brûlée et de blanc avec de l'ombre brûlé pour les parties les plus foncées. Les quatre niches des Évangélistes présentent des statues monumentales en plâtres sculpté. La voûte est en croisée d'ogives. Le maître autel en bois doré à décor de faux marbre surmonté d'un retable à baldaquin constitue un bel ensemble avec les anges adorateurs en faux marbre. Les boiseries latérales formant des stalles. Une pietà en bois polychrome est exposée dans la nef.

## Galerie

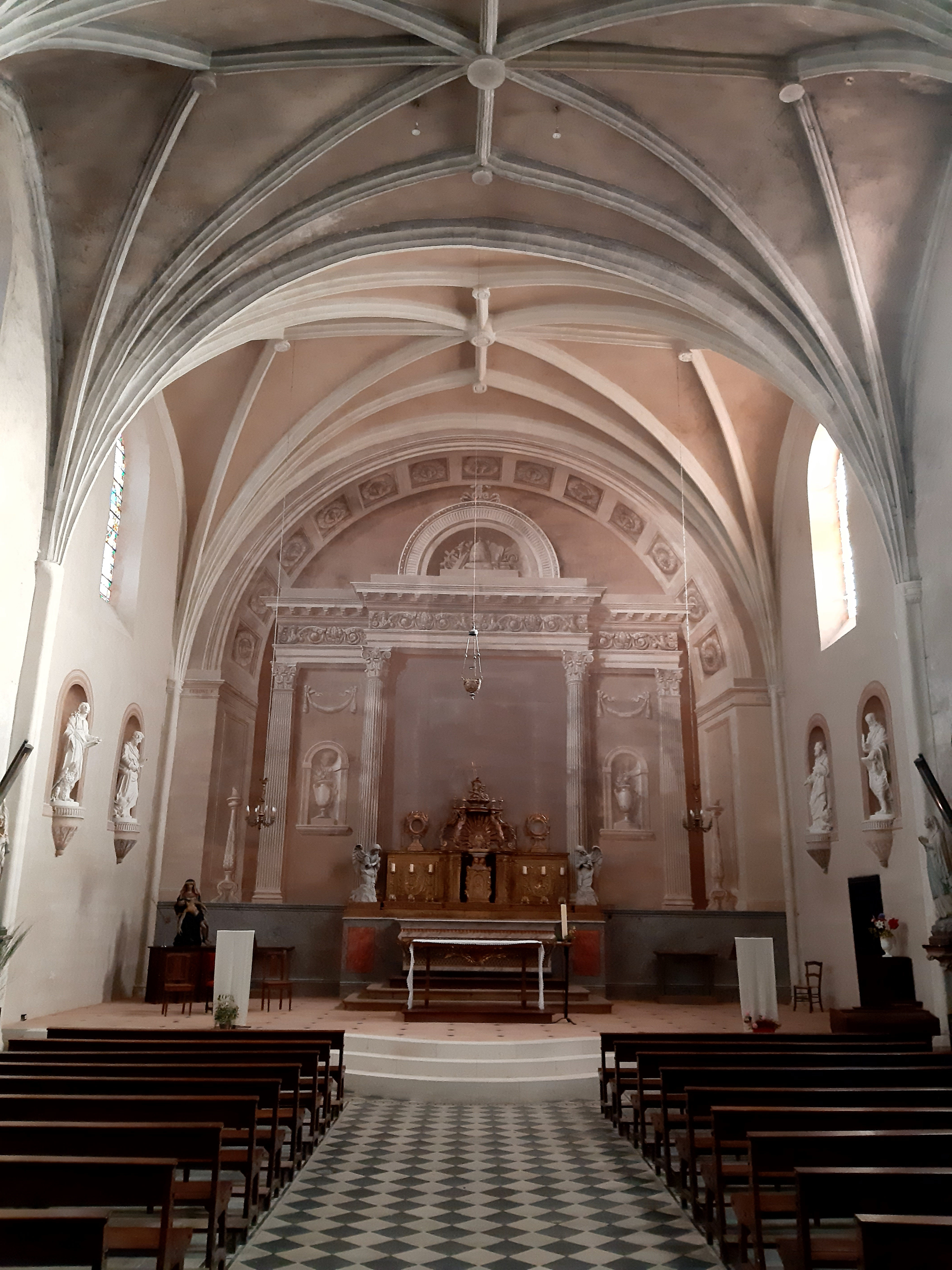
Autel de l'église, inscrit aux monuments historiques
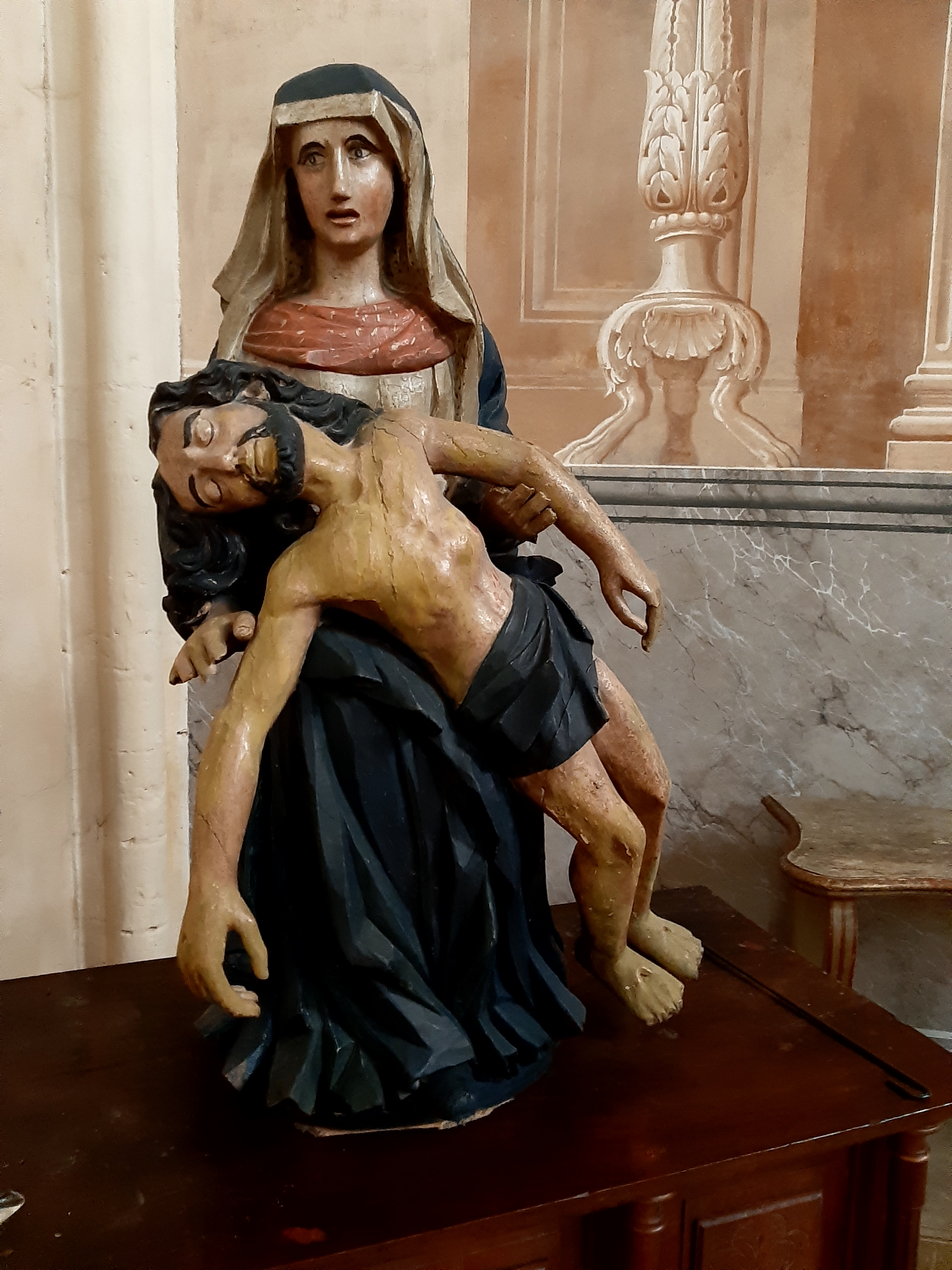
Pietà polychrome